# Caméra (film)
Pour les articles homonymes, voir Caméra (homonymie).
Caméra est un court métrage français réalisé par Christian Paureilhe, sorti en 1975.

## Fiche technique
- Titre : Caméra
- Réalisation : Christian Paureilhe
- Scénario : Christian Paureilhe
- Photographie : Jean-Luc Rosier
- Montage : Renée Richard
- Production : Contre-champs
- Pays d'origine :  France
- Durée : 25 minutes
- Date de sortie : 1975

## Distinctions
- 1976 : Prix Jean-Vigo